# Hintergrundbild

Animiertes Hintergrundbild bei Windows 11

Das Hintergrundbild, auch Desktop- oder Schreibtisch-Hintergrund oder -Hintergrundbild beziehungsweise englisch (desktop) wallpaper oder (desktop) background, ist das von der grafischen Benutzerumgebung eines Systems dargestellte Bild, das als Hintergrund für die Arbeitsumgebung verwendet wird.

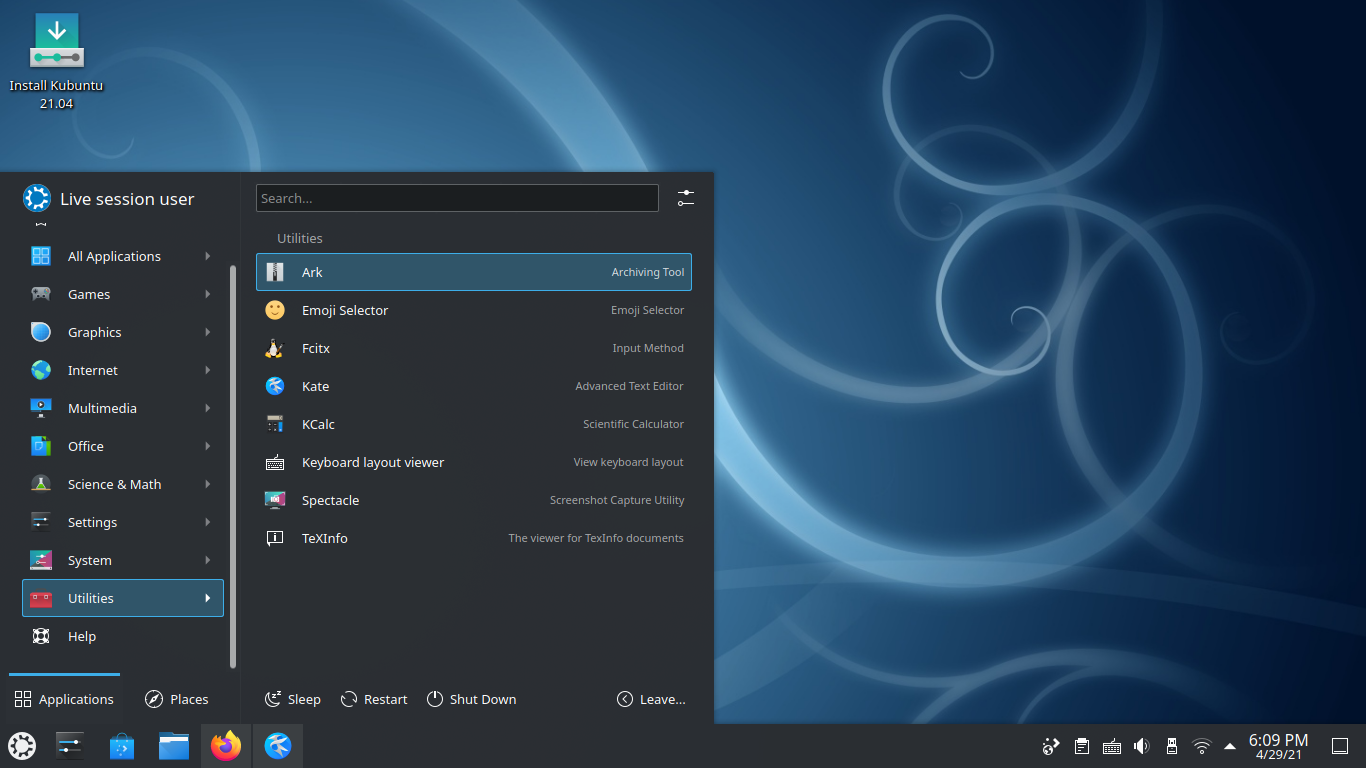
Hintergrund beim Betriebssystem Kubuntu

Auf grafischen Betriebssystemen kann der Benutzer den Hintergrund für den Desktop beziehungsweise „Schreibtisch“ normalerweise frei wählen. Die meisten Betriebssysteme verwenden voreingestellte Hintergrundbilder, wie zum Beispiel Bliss bei  Windows XP, teilweise wechseln die Bilder per Zufallsauswahl. Auch gibt es Live-Hintergrundbilder, beispielsweise Animationen wie Xplanet, oder auch Programme, die den Hintergrund reaktiv auf Benutzeraktionen (den Vordergrund) steuern. Das Setzen eines individuellen Hintergrundbilds ist eine einfache Form von Deskmodding.